# 羅特沙伊德巴赫河

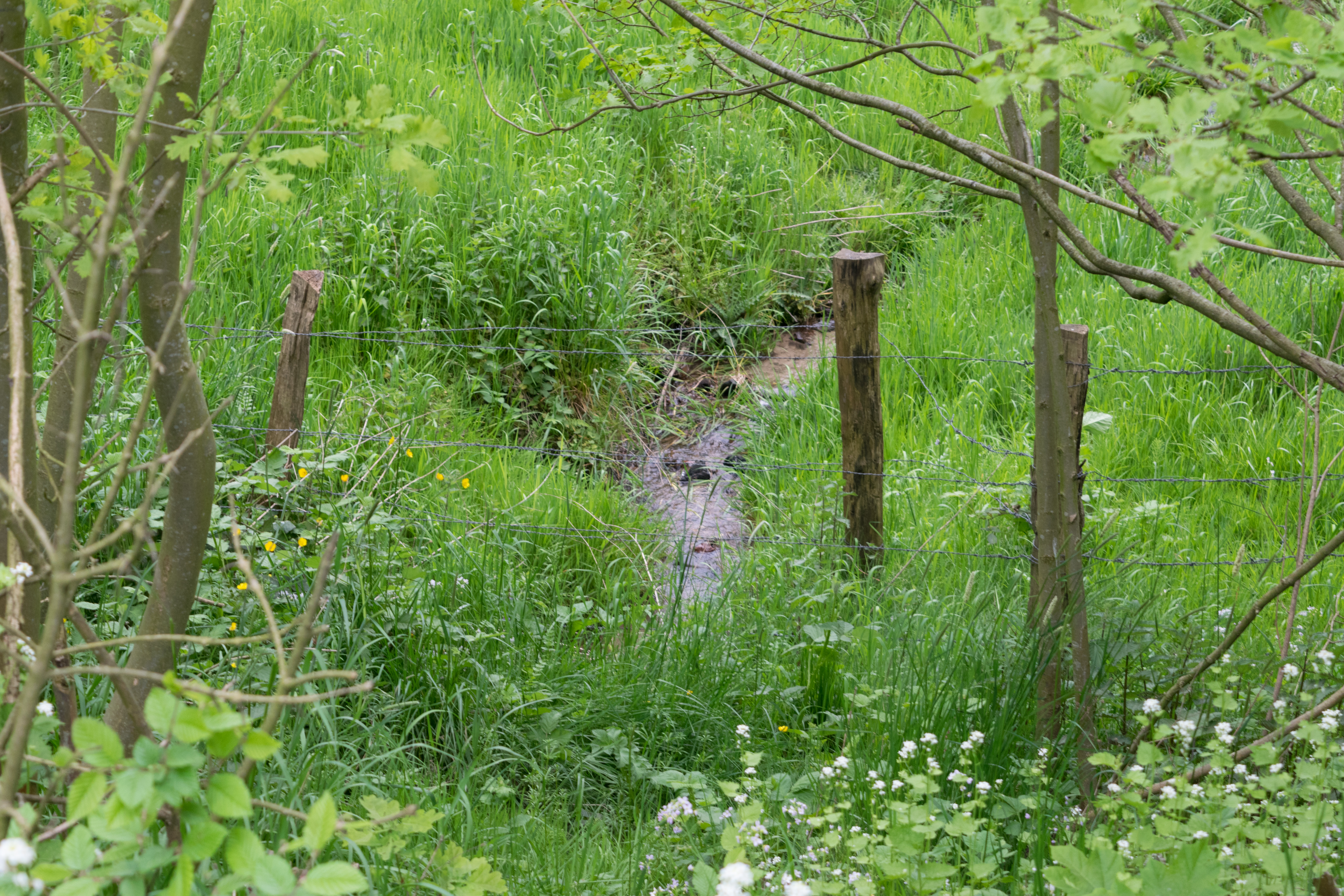

51°14′10″N 7°5′26″E / 51.23611°N 7.09056°E
羅特沙伊德巴赫河（德語：Rottscheidter Bach），是德國的河流，位於該國西部，處於北萊茵-威斯特法倫州，屬於伍珀河的支流，河道全長2.8公里，流域面積3平方公里。